# C'est dur d'être un homme : Amour interdit
Série C'est dur d'être un homme
C'est dur d'être un homme : Marions-les
(1984) C'est dur d'être un homme : Le Cœur sur la main
(1985)
Pour plus de détails, voir Fiche technique et Distribution.
C'est dur d'être un homme : Amour interdit (男はつらいよ 寅次郎真実一路, Otoko wa tsurai yo: Torajirō shinjitsu ichiro) est un film japonais réalisé par Yōji Yamada et sorti en 1984. C'est le 34e film de la série C'est dur d'être un homme.

## Synopsis
De retour auprès de sa famille à Shimabata, Tora-san provoque un esclandre au sujet des déboires amoureux d'Akemi, la fille du voisin imprimeur. Il quitte le magasin de son oncle pour passer la soirée dans un bar. Désargenté, il téléphone à Sakura pour qu'elle lui apporte de quoi payer sa note. Face à son refus, Tora-san s'attend à passer la nuit au poste de police. Il sympathise avec Kenkichi Tominaga, son voisin de tablée, un salaryman originaire de Kagoshima sur l'île de Kyūshū. Ce dernier, impressionné par le flegme de Tora-san lui paie ses consommations et lui laisse sa carte de visite avant de partir.
Kenkichi Tominaga est cadre dans une importante société de courtage, Tora-san lui rend visite pour le remercier. Après une longue attente, tous deux passent à nouveau une soirée très alcoolisée ensemble. Kenkichi invite Tora-san dans sa maison, située à Ryūgasaki. Lorsqu'il se réveille le lendemain matin, Tora-san passablement gêné, se retrouve seul avec Fujiko Tominaga, la ravissante femme de Kenkichi. Ce dernier a déjà quitté son domicile depuis plusieurs heures pour se rendre à son travail à Tokyo.
Quelques jours plus tard, Kenkichi, épuisé par ses longues journées de travail et les heures de trajet entre son domicile et Tokyo disparaît sans prévenir personne. Fujiko sollicite Tora-san pour savoir s'il saurait où se trouve son mari. Il décide d'accompagner la belle éplorée à Kagoshima pour retrouver la trace du disparu.

## Fiche technique
- Titre : C'est dur d'être un homme : Amour interdit[1]
- Titre original : 男はつらいよ 寅次郎真実一路 (Otoko wa tsurai yo: Torajirō shinjitsu ichiro?)
- Réalisation : Yōji Yamada
- Scénario : Yōji Yamada et Yoshitaka Asama
- Photographie : Tetsuo Takaha (ja)
- Montage : Iwao Ishii (ja)
- Musique : Naozumi Yamamoto
- Décors : Mitsuo Degawa
- Producteur : Kiyoshi Shimazu et Shigehiro Nakagawa
- Société de production : Shōchiku
- Pays de production :  Japon
- Langue originale : japonais
- Format : couleur — 2,35:1 — 35 mm — son mono
- Genres : comédie dramatique ; romance
- Durée : 107 minutes[2] (métrage : huit bobines - 2 927 m[2])
- Dates de sortie :
  - Japon : 28 décembre 1984[2]

## Distribution
- Kiyoshi Atsumi : Torajirō Kuruma / Tora-san
- Chieko Baishō : Sakura Suwa, sa demi-sœur
- Masami Shimojō (ja) : Ryūzō Kuruma, son oncle
- Chieko Misaki (ja) : Tsune Kuruma, sa tante
- Gin Maeda (en) : Hiroshi Suwa, le mari de Sakura
- Hidetaka Yoshioka : Mitsuo Suwa, le fils de Sakura et de Hiroshi
- Reiko Ōhara : Fujiko Tominaga
- Masakane Yonekura (ja) : Kenkichi Tominaga, son mari
- Keiko Tsushima : Shizuko, la sœur aînée de Kenkichi
- Ryūtarō Tatsumi (ja) : Shinsuke Tominaga, le père de Kenkichi
- Akiko Kazami : Kazuyo, la mère de Fujiko
- Senri Sakurai (ja) : le chauffeur de taxi
- Keiroku Seki (ja) : un colporteur
- Hisao Dazai (ja) : Umetarō Katsura, le voisin imprimeur / le Premier ministre (rêve de Tora-san)
- Jun Miho : Akemi, la fille d'Umetarō Katsura
- Gajirō Satō (ja) : Genko / le chef de cabinet du Premier ministre (rêve de Tora-san)
- Chishū Ryū : Gozen-sama, le grand prêtre

## Autour du film
Le film célèbre le 90e anniversaire de la Shōchiku, société fondée en 1895 par les frères Matsujirō Ōtani et Takejirō Ōtani.
Reiko Ōhara tient pour la seconde fois le rôle de la « madone » aux côtés de Kiyoshi Atsumi après Elle court, elle court la rumeur, le 22e volet de la série C'est dur d'être un homme.
Dans la séquence inaugurale du rêve de Tora-san, Yōji Yamada a utilisé des images du film Itoka le monstre des galaxies sorti en 1967, qui est le premier film de kaijū tourné par la Shōchiku. Selon Stuart Galbraith IV (en), cette séquence est un clin d'œil malicieux du réalisateur au film à gros budget de la Tōhō, le très médiatique Godzilla vs Space Godzilla, sorti à peine trois semaines avant C'est dur d'être un homme : Amour interdit.

## Distinctions
- 1985 : C'est dur d'être un homme : Amour interdit est sélectionné en compétition pour le Prix d'or au Festival international du film de Moscou[6]
- 1986 : Naozumi Yamamoto est nommé pour le prix de la meilleure musique de film aux Japan Academy Prize (conjointement pour C'est dur d'être un homme : Le Cœur sur la main et La Harpe de Birmanie)[7]